# Anki Rahlskog
Anki Rahlskog, folkbokförd som Ann-Christine Marianne Rahlskog, född 13 april 1947 i Malmö S:t Petri församling, är en svensk skådespelare.
Rahlskog är dotter till ingenjören Åke Rahlskog och tandsköterskan Elsie, född Hasselgren. Hon var en av dem som i slutet av 1960-talet i Lund startade den teatergrupp som sedermera utvecklade sig till Nationalteatern. Hon hade film- och TV-roller från 1970 och deltog i Tältprojektet 1977. Hon var även Gudrun i Kurt Olssons damorkester. Hon har medverkat på en rad musikalbum, förutom med Nationalteatern även med Nynningen, Björn Afzelius och Kurt Olsson. Därefter har hon varit dramalärare på Alströmergymnasiet i Alingsås.

## Verk

### Filmografi (urval)
- 1972 – Du gamla, du fria
- 1973 – För var och en ni dömer kommer tio till
- 1978 – Tältet
- 1980 – Bara ett barn
- 1982 – Målaren
- 1984 – Taxibilder (TV-serie)
- 1990 – Kurt Olsson – filmen om mitt liv som mig själv
- 2005 – Jag tänker på mig själv – och vänstern

### Teater (urval)
- 1970 Krogen
- 1974 Speedy Gonzales
- 1982 Amadeus
- 1984 Butlern
- 1984 Den förälskade militären
- 1989 Häxorna